# تيموثي غريني
تيموثي غريني (بالإنجليزية: Timothy Greene)‏ هو مخرج جنوب أفريقي، ولد في 1969 في كيب تاون في جنوب أفريقيا.

## وصلات خارجية
- تيموثي غريني على موقع IMDb (الإنجليزية)
- تيموثي غريني على موقع قاعدة بيانات الفيلم (الإنجليزية)